# Campionati africani di atletica leggera 2018 - Marcia 20 km femminile
La specialità della marcia 20 km femminile ai campionati africani di atletica leggera di Asaba 2018 si è svolta il 5 agosto.

## Risultati
| Class   | Atleta            | Nazione   | Tempo   | Note             |
| ------- | ----------------- | --------- | ------- | ---------------- |
| Oro     | Yehualeye Beletew | Etiopia   | 1:31:46 | Record nazionale |
| Argento | Grace Wanjiru     | Kenya     | 1:35:54 |                  |
| Bronzo  | Chahinez Nasri    | Tunisia   | 1:37:28 |                  |
| 4       | Olude Fadekemi    | Nigeria   | 1:41:16 | Record nazionale |
| 5       | Aynalem Eshetu    | Etiopia   | 1:42:40 |                  |
| 6       | Beza Birhanu      | Etiopia   | 1:46:40 |                  |
| 7       | Zelda Schultz     | Sudafrica | 1:48:36 |                  |
| N.D.    | Emily Ngii        | Kenya     | dns     |                  |